# 세군다 디비장 드 마카오
세군다 디비장 드 마카오(포르투갈어: 2ª Divisão de Macau, 중국어: 澳門乙組足球聯賽)는 2005년에 창설된 마카오의 프로 축구 2부 리그이며 현재 10개의 팀이 존재한다. 

## 역대 우승 클럽
역대 우승 클럽은 다음과 같다.
| - 2005: 호이 판 - 2006: 리그 진행되지 않음 - 2007: 사이클 드 마카오 - 2008: 윈저 아크 카 이 - 2009: FC 포르투 드 마카오 - 2010: 홍 은가이 - 2011: 쿠안 타이 | - 2012: 차오 팍 카이 - 2013: 스포르팅 클루브 드 마카오 - 2014: 카사 드 포르투갈 엠 마카오 - 2015: 로 레옹 - 2016: MFA 디벨로프먼트 - 2017: 항 사이 |  |